# Ejaculação
Ejaculação é a ação física pela qual ocorre a liberação de esperma. Usualmente ocorre pelo estímulo durante o ato sexual ou masturbação, ou involuntariamente, como na polução noturna. Geralmente vem acompanhada de intensa sensação de prazer, o orgasmo. O processo se inicia com contrações involuntárias dos músculos do epidídimo, ductos deferentes, vesícula seminal e próstata, que liberam fluidos que são conduzidos para a parte posterior da uretra. Então, contrações involuntárias e rítmicas dos músculos pélvicos dão propulsão ao sêmen, que passa através da uretra e deixa o pênis. Tipicamente após a ejaculação ocorre o período refratário, ao longo do qual não há resposta a estímulos sexuais e, portanto, não pode ocorrer outra ejaculação.
O problema mais comum relacionados à ejaculação é a ejaculação precoce, que geralmente traz insatisfação durante o ato sexual. Outros problemas incluem a ejaculação retardada, em que o indivíduo leva muito tempo para liberar o sêmen, ou mesmo a anejaculação, no qual o indivíduo não é capaz de chegar à ejaculação. Ejaculação retrógrada acontece quando ocorre a entrada de fluido seminal para a bexiga.

## Fisiologia
Ejaculação é a ação física em que ocorre a liberação de sêmen do aparelho reprodutor masculino. O orgasmo, por outro lado, é a intensa sensação de prazer que frequentemente acompanha a ejaculação. Tipicamente os indivíduos ejaculam pela primeira vez quando possuem idade entre onze e quinze anos, através de uma polução noturna ou masturbação. Contudo, as primeiras ejaculações possuem quantidade reduzida de espermatozoides. Somente um ou dois anos após a primeira ejaculação que o sêmen adquire as características de um indivíduo adulto.
A ejaculação é dividida em duas fases principais, a emissão e a expulsão de sêmen. Cada uma provém da ação de diferentes estruturas anatômicas. O epidídimo, ductos deferentes, vesículas seminais, glândulas prostáticas, uretra prostática e o colo da bexiga participam na etapa de emissão enquanto que a uretra e os músculos pélvicos participam na expulsão.
O pênis não necessariamente precisa estar ereto para que haja ejaculação ou orgasmo. Homens podem, ainda, atingir a ejaculação e o orgasmo sem o estímulo do pênis. Os casos mais frequentes ocorrem durante a polução noturna. Pode ainda ocorrer o orgasmo sem a expulsão de fluido ejaculatório, ou sua expulsão sem a ocorrência de orgasmo. A ejaculação pode ser prevenida a partir de diversas condições, como aquelas que afetam o sistema genital, como a prostatectomia, condições psiquiátricas, como o transtorno obsessivo compulsivo, e psicossexuais, além do efeito colateral de alguns medicamentos, como Inibidor seletivo de recaptação de serotonina. A ejaculação sem orgasmo ocorre em casos extremos de ejaculação precoce, além de situações psicológicas como excitação exacerbada. É possível ainda separar voluntariamente o orgasmo e a ejaculação, através do conhecimento do ponto de inevitabilidade, prolongando e intensificando o prazer sexual.
Usualmente, logo após ser atingido um estado de excitação e o pênis estar ereto, a glândula bulbouretral, ou glândula de Cowper, passa a produzir um fluido incolor e viscoso, o fluido pré-ejaculatório, cuja função é neutralizar a acidez da urina remanescente na uretra e assim garantir a qualidade do sêmen que será expulso.

### Emissão
A emissão é provocada pela contração dos músculos em diversos componentes do sistema genital masculino, nas cápsulas dos testículos, na vesícula seminal, na próstata e nos ductos do epidídimo e dos ductos deferentes. Estes últimos se contraem como uma unidade por toda sua extensão, enquanto que as vesículas seminais se contraem em movimentos peristálticos, liberando e conduzindo os fluidos ejaculatórios. Estas contrações involuntárias são ativadas pelo estímulo à divisão simpática do sistema nervoso autônomo, através do nervo pudendo, como resultado do estímulo erótico dos genitais ou do cérebro. Nesta etapa, a próstata, o epidídimo e os ductos deferentes liberam os fluidos seminais e os espermatozoides. Estes são depositados na parte posterior da uretra. Esta etapa precede a liberação do sêmen em até dois segundos, e quando acontece não é mais possível evitar a ejaculação.

### Expulsão
A contração do esfíncter interno previne a entrada de sêmen na bexiga. Durante o orgasmo, os músculos da região pélvica, como o Músculo bulbocavernoso e bulboesponjoso passam a se contrair de forma rítmica e involuntária. O esfíncter externo abre e fecha de forma coordenada com as contrações, o que faz com que o sêmen ganhe propulsão através da uretra, liberando-o. Estas contrações se repetem por várias vezes, liberando sucessivos jorros de sêmen durante alguns segundos. Estas contrações musculares são também reflexos do sistema nervoso simpático, sendo, portanto, involuntárias. Acredita-se que as contrações rítmicas dos músculos pélvicos sejam iniciadas pela presença de sêmen na parte posterior da uretra.

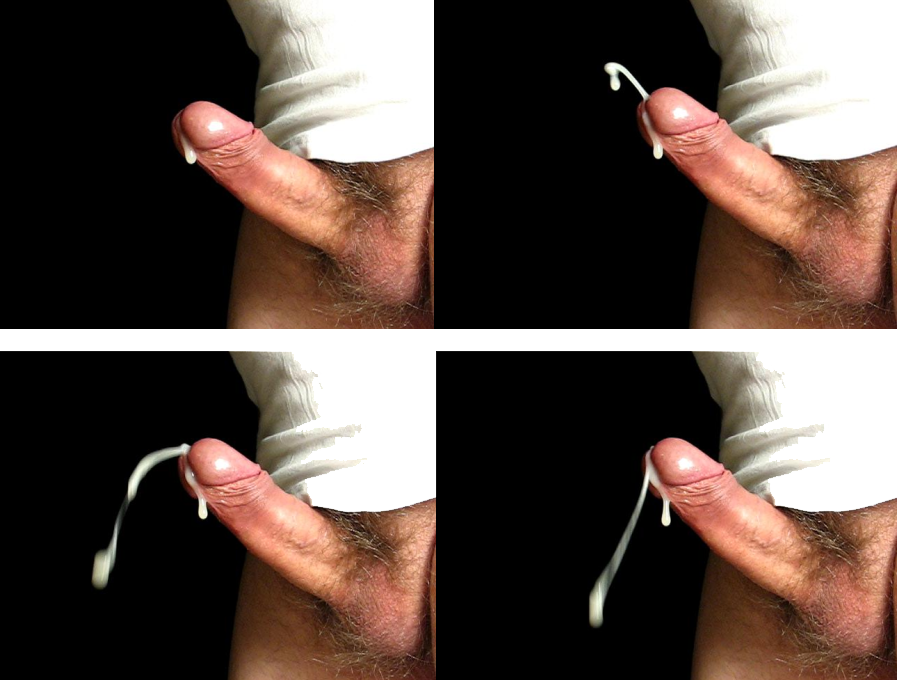
Esperma sendo ejetado.

Existe uma grande variabilidade no volume de sêmen produzido na ejaculação, com a média variando entre 1,5 e 6,6 mililitros. 3,5 mililitros é a média de um adulto sem ejacular por alguns dias, enquanto que 13 mililitros já foram registrados durante um longo período de abstinência. Portanto, o volume relaciona-se com a frequência de ejaculações, além de existir uma relação direta com fatores genéticos. Em geral o sêmen possui entre duzentos e quatrocentos milhões de espermatozoides. Contudo a maior parte do volume do sêmen é produzido pela vesícula seminal, responsável pelo aspecto espesso e leitoso do fluido, de coloração esbranquiçada ou amarelada.
Em função da pressão com que o sêmen deixa a uretra, este é arremessado por uma distância que depende de diversos fatores, como o tempo transcorrido desde a última ejaculação, a idade e fatores genéticos. Com três dias de abstinência, o sêmen pode ser ejetado a até um metro de distância ou mais.

### Período refratário
Após a ejaculação, a maior parte dos homens não respondem mais a estímulos sexuais, o que é chamando de período refratário, no qual não é possível ejacular novamente ou atingir o orgasmo. Em jovens este período dura somente alguns minutos, enquanto que para homens mais velhos pode levar algumas horas. Alguns poucos homens, entretanto, conseguem atingir vários orgasmos sucessivos e aparentemente não possuem período refratário, mesmo que não haja ejaculação. Esta inibição da resposta sexual tem um claro benefício reprodutivo, uma vez que se a ejaculação ocorrer com muita frequência, a quantidade de esperma tende a diminuir, diminuindo portanto a fertilidade.

## Visão religiosa
No taoismo, recomenda-se que o homem não ejacule em demasia, pois se acredita que a ejaculação excessiva esgota a energia vital (jing) do homem.

## Outros animais
Em mamíferos e aves, a ejaculação múltipla é comum. Durante a cópula, os dois lados do pênis de uma equidna de bico curto são usados sequencialmente. A alternância entre os dois lados permite a estimulação persistente para induzir a ejaculação sem impedir o período refratário.
Em garanhões, a ejaculação é acompanhada por um movimento da cauda conhecido como "tail flagging". Quando um lobo macho ejacula, seu impulso pélvico final pode ser ligeiramente prolongado. Um macaco rhesus macho geralmente ejacula menos de 15 segundos após a penetração sexual. O primeiro relato e filmagem de ejaculação espontânea em um mamífero aquático foi registrado em um golfinho-nariz-de-garrafa selvagem do Indo-Pacífico perto da Ilha Mikura, Japão, em 2012.
Em cavalos, ovelhas e bovinos, a ejaculação ocorre em poucos segundos, mas em javalis pode durar de cinco a trinta minutos. A ejaculação em javalis é estimulada quando o pênis em forma de espiral se encaixa no colo do útero da fêmea. Um javali maduro pode produzir 250-300 ml (8,8-10,6 imp fl oz; 8,5-10,1 US fl oz) de sêmen durante uma ejaculação. Em lhamas e alpacas, a ejaculação ocorre continuamente durante a cópula.
O sêmen de cães machos é ejaculado em três fases separadas. A última fase da ejaculação de um canino macho ocorre durante o laço copulatório e contém principalmente fluido prostático.